# كايلو رين
كايلو رين هو شخصية خيالية في سلسلة حرب النجوم. ظهر للمرة الأولى في فيلم حرب النجوم: القوة تنهض من إخراج جاي جاي أبرامز والذي صدر في سنة 2015، حيث قام بدوره الممثل الأمريكي آدم درايفر. كايلو رين هو اسم مستعار لـ «بين» ابن هان سولو والأميرة ليا وهما من الشخصيات الأساسية في ثلاثية حرب النجوم الأولى. قام بتدريبه عمه لوك سكاي ووكر كـ «جيدي».
تم إغواؤه للانضمام إلى «الجانب المظلم». ويطمح لأن يكون بنفس قوة جده دارث فيدر. هو سيد «فرسان رين» وقائد من قادة «النظام الأول» وهي منظمة ظهرت من حطام «الإمبراطورية» الساقطة. ذكر المخرج أبرامز في مقابلة مع مجلة إمباير أن كايلو رين ليس «سيث» وهو يعمل بإمرة القائد الأعلى «سنوك» وهو شخصية قوية من الجانب المظلم. تم ترشيح الممثل آدم درايفر لجائزة زحل لأفضل ممثل مساعد سنة 2016 لأدائه دور هذه الشخصية.

## المفهوم وصنع الشخصية
في 29 أبريل 2014 تم الإعلان أن الممثل آدم درايفر سوف يلعب دوراً في فيلم حرب النجوم الجديد دون تسمية الدور. ظهر كايلو رين للمرة الأولى في تلويحة مدتها 88 ثانية لفيلم «القوة تنهض» لكن بدون تسميته. ظهر الاسم «كايلو رين» للمرة الأولى عبر مجلة انترتينمنت ويكلي في ديسمبر 2014. أما في مايو 2015 تم تأكيد أن درايفر سوف يلعب دور شخصية كايلو رين عبر صورة من مجلة فانيتي فير.
صرح المخرج جاي جاي أبرامز لمجلة إنترتينمنت ويكلي في أغسطس عام 2015 أن الفيلم يوضح أصل القناع ومن أين اتى، ولكن التصميم كان من المفترض أن يكون إشارة إلى قناع فيدر". ذكر الممثلون الآخرون أن الممثل درايفر كان أحيانا يبقى في شخصية كايلو رين حتى بعد انتهاء تصوير المشاهد ويبقي قناعه على وجهه.